# Circus Herman Renz
Het Nederlands Nationaal Circus Herman Renz is een Nederlands voormalig circus. Het werd in 1991 door Herman Renz opgericht. De historie van het circus gaat echter terug tot de jaren twintig van de 20e eeuw, toen Arnold van der Vegt, de overgrootvader van Herman Renz, met zijn gezin circusvoorstellingen gaf in de buurt van Rotterdam. De naam Circus Renz werd tussen 1923 en 1991 gebruikt door verschillende circussen die werden geleid door leden van de circusfamilie Van der Vegt.
Na het overlijden van Herman Renz en zijn partner Diana Luycx in 1996 werd het circus overgenomen door de families Steijvers, Ronday en Olivier. Door een lening van de Rabobank en het hoofdsponsorschap van Aad Ouborg met zijn merk Princess kon het circus worden voortgezet.
Op 13 oktober 2015 werd Circus Herman Renz failliet verklaard. Op 2 oktober 2016 werd bekend dat het circus met een nieuwe directeur een doorstart maakte.

## Oorsprong (1923-1973)
Arnold van der Vegt, de overgrootvader van Herman Renz, startte in de jaren twintig van de 20e eeuw in eerste instantie met een cowboyshow, genaamd "De Texas Mescal Cowboys". Uit deze shows groeide een circusvoorstelling, die Circus Renz genoemd werd. Over de link naar het in de 19e eeuw bekende Duitse Circus Renz van circusdirecteur Ernst Jakob Renz (1815-1892) zijn in de loop der jaren verschillende verhalen naar buiten gebracht. Van der Vegt zou enige tijd voor het Duitse circus gewerkt hebben en zijn eerste vrouw zou een telg geweest zijn uit de familie Renz. Vermoedelijk was er geen link. Van der Vegt werkte voor 1920 in verschillende banen in Rotterdam en zijn eerste vrouw Engelina Bierhuize kwam uit een Rotterdamse familie.

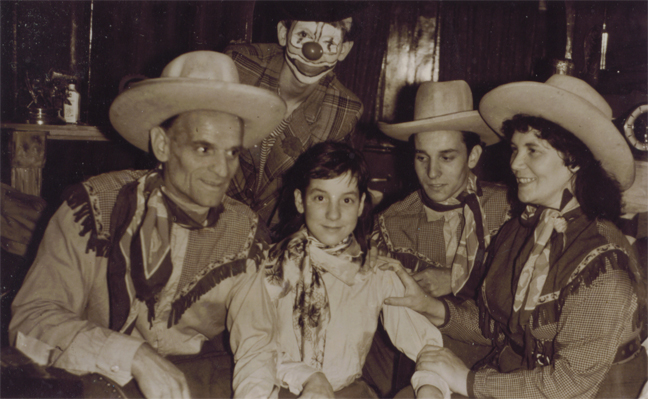
De familie van der Vegt, Circus Arena 1959

In een rechtszaak die erfgenamen uit de Duitse familie Renz tegen de naam van het Nederlandse circus aanspanden, zou Van der Vegt gezegd hebben dat de circusnaam niet Renz maar R.E.N.Z. is, een afkorting voor "Ras Echte Nederlandse Zwervers". Voor de oorlog werd ook de naam Circus Arena gebruikt, waarbij Arena een afkorting was voor Arnold en Anna (Johanna Nederveen, de tweede vrouw van Van der Vegt). In 1949 stopte Arnold van der Vegt met Circus Renz. Zijn zoon Herman van der Vegt was vervolgens enkele jaren verbonden aan circussen in Scandinavië en probeerde in 1952 opnieuw Circus Renz nieuw leven in te blazen. Onder de naam Theater Arena Circus Variété werd opgetreden op kermissen.
Na het overlijden van Arnold van der Vegt in 1955 werkte Herman van der Vegt onder meer voor Circus Bosco en het circus van Toni Boltini. In 1959 werd een nieuwe start met een eigen circus gemaakt onder de al eerder gebruikte naam Circus Arena. In de jaren zestig en het begin van de jaren zeventig werden de namen Renz en Arena afwisselend gebruikt door Herman en zijn zonen Paul en Nol van der Vegt. Paul van der Vegt startte in 1970 opnieuw met Circus Arena, terwijl Nol van der Vegt vanaf 1971 onder de naam Circus Renz rondtrok. In 1973 werden de twee circussen samengevoegd onder de naam Renz. Paul trad in de shows op als clown en Nol van der Vegt werd de directeur van het circus.

## Circus Renz (1973-1989)
Onder directeurschap van Nol van der Vegt en zijn vrouw Marina werd Circus Renz in de jaren zeventig bekend in Nederland en succesvol. Het clownsduo Bassie en Adriaan namen in 1978 verschillende televisieseries op met Circus Renz als achtergronddecor. In de weekenden verzorgden ze populaire gastoptredens.
Joop van den Ende startte in 1980 Circus Bassie en Adriaan en betrok het circuspersoneel van Renz dat zich bezighield met de op- en afbouw en het transport van het gehele circus. Circus Renz reisde zelf ook gewoon door. Eind 1982 stopt Van den Ende met Circus Bassie en Adriaan. Bij Renz komt in 1983 de familie Steijvers het programma versterken, kort daarna gevolgd door de Luycx Sisters. Directeurszoon Herman Renz kreeg een relatie met Diana Luycx.
In 1985 kwam Nol van der Vegt opnieuw met Bassie en Adriaan in contact. De samenwerking werd hernieuwd en leidde tot nieuwe populariteit. In 1988 werd Van der Vegt ernstig ziek. De plannen om een nieuwe circustent aan te schaffen werden doorgezet. Van der Vegt overleed in januari 1989. De tournee voor dat jaar met de nieuwe tent en Bassie en Adriaan in de voorstelling werden echter doorgezet. Na de tournee werden tent en materialen verkocht. De dieren van het circus bleven in het bezit van Herman Renz. Nol's broer Paul van der Vegt ging samen met een zus vanaf 1990 verder onder de eerder gebruikte naam Circus Arena.

## Circus Herman Renz (1991-1996)

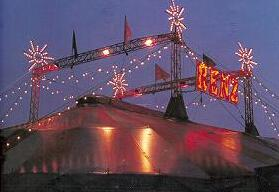
Tent van Circus Renz bij avond, 1991

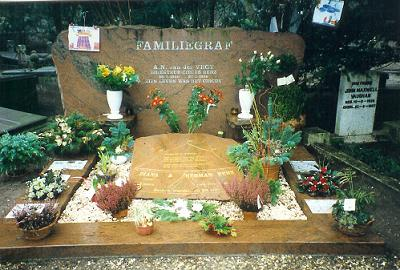
Familiegraf te Zorgvlied, Amsterdam

In 1990 gaan Herman en Diana met hun dieren voor een seizoen naar het Franse circus Achille Zavatta II. In september van dat jaar verbreken Herman en Diana het contract met de Fransen. Herman wil graag samen met Diana en de families Steijvers en Ronday Circus Renz voortzetten. Op 13 maart 1991 start het Nederlands Nationaal Circus Herman Renz in de plaats Eemnes. Voor de jonge circusdirectie is het een zware onderneming, maar mede dankzij een meerjarig contract met Center Parcs wordt het avontuur een succes.
In een kleine vijf jaar tijd weten Diana & Herman het circus uit te bouwen tot het grootste van Nederland en later van de Benelux. Tijdens de kerstperiode staat het circus altijd in Haarlem met een kerst-wintercircusprogramma en daar krijgen zij uit handen van de Zwitserse Circusdirecteur Fredy Knie in december 1995 de Oscar Carré Trofee. Dit is een Nederlandse onderscheiding in de circuswereld.
Er zijn grootse plannen voor het nieuwe jaar. Een nieuwe tent is besteld en er wordt een nieuw contract aangegaan met Center Parcs. De tournee 1996 startte op 22 februari 1996 in Hilversum. Op 13 maart 1996 staat het circus op Center Parcs Het Vennenbos te Hapert. Als bedrijfsleider Robert Ronday gaat kijken waar Herman en Diana blijven, vindt hij hen dood in hun nieuwe woontrailer. Door nader onderzoek van TNO wordt vastgesteld dat zij zijn omgekomen door koolstofmonoxidevergiftiging. Beiden werden 29 jaar oud.
De voorstellingen in Hapert worden tijdelijk stilgelegd en het circus verkast enkele dagen later naar Haarlem om hier de tent op te bouwen voor de uitvaartdienst. Na de uitvaartplechtigheid in Haarlem vertrekt de rouwstoet naar de Amsterdamse begraafplaats Zorgvlied. Daar worden Diana en Herman Renz bijgezet in het familiegraf.

## Circus Herman Renz (1996-2015)

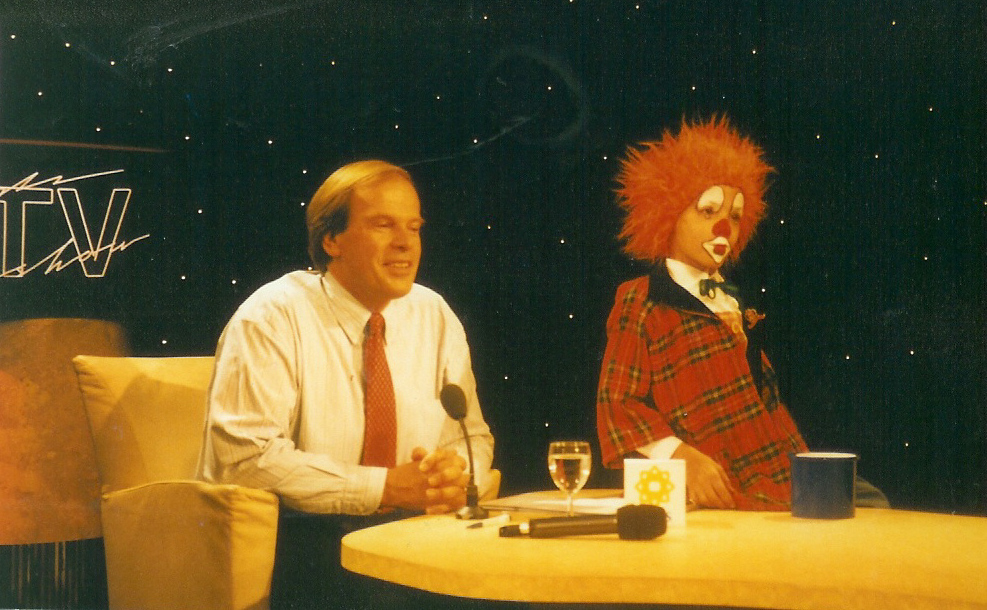
Inzamelactie van de negenjarige Ronald Blom bij de TV-Show van Ivo Niehe, 1996

Een week na de begrafenis maakt de moeder van Herman bekend dat ze 800.000 gulden wil zien, anders wordt het circus opgedeeld en verkocht. Het grootste circus van de Benelux staat aan de rand van de afgrond. Er worden verschillende inzamelacties gestart. Het circus wordt uiteindelijk door Marina van der Vegt verkocht aan de families Ronday, Steijvers en Olivier. De directie bestaat uit zes mensen drie echtparen families.
Elk jaar werd een programma samengesteld met diverse internationale circusnummers. Begin 2012 stapte Robert Ronday, na twintig jaar verbonden te zijn aan het circus (onder andere als spreekstalmeester), uit de directie. Hij was de leidinggevende persoon.

### Materiaal
Eind 1995 werd er een nieuwe tent besteld die dat seizoen nog op enkele grote plaatsen en tijdens het wintercircus in Haarlem werd opgebouwd. Daar kwam begin 1996 nog een tweede (kleinere) tent bij. In 2004 werd de grote tent verkocht en ingeruild voor een rood-blauwe 4-master met een moderne truss constructie, die stormpalen overbodig maakt. Zo werd het zicht op de piste beter. In 2014 volgde een nieuwe tent van een kleiner formaat.

### Onderscheidingen

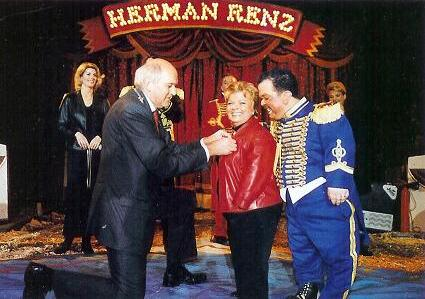
Directie ontvangt koninklijke onderscheiding

Op 22 december 2002 ontving Circus Herman Renz tijdens de kerstperiode in Haarlem een koninklijke onderscheiding uit handen van burgemeester Jaap Pop. Het is het eerste Nederlandse circus dat deze onderscheiding in ontvangst mocht nemen. Financieel directeur Anneke Olivier-Steijvers kreeg een onderscheiding voor haar inzet om het circus te behouden.
In maart 2010 ontving de directie van Circus Herman Renz de Oscar Carré Trofee.

### Financiële problemen
Eind augustus 2015 werd bekend dat het circus in financiële problemen verkeerde. Als gevolg van vele nieuwe regels voor circussen, kampte Circus Herman Renz met tegenvallende bezoekersaantallen en sterk stijgende kosten. Er was op dat moment een belastingschuld ontstaan van 100.000 euro welke uiterlijk 7 september van dat jaar moest worden voldaan. Daarnaast stond er een schuld van 300.000 euro open bij een investeerder.
Begin september kreeg het circus echter uitstel van betaling toen het niet aan die verplichting bleek te kunnen voldoen. Ook de investeerder zag voorlopig af van de verkoop van circusonderdelen om zijn investering terug te krijgen. Zodoende ontstond de gelegenheid voor het circus om een benefietconcert te organiseren in Eindhoven om een deel van de belastingschuld, die op dat moment was opgelopen tot 130.000 euro, te kunnen betalen. De opbrengst daarvan viel echter tegen: van de beoogde 40.000 euro werd slechts 15.000 euro opgehaald.
Op 5 oktober ging de Belastingdienst over tot beslaglegging.
Op 13 oktober sprak de rechtbank Oost-Brabant het faillissement over het circus uit. Op het voortbestaan van andere circussen onder de naam Renz was het faillissement overigens niet van invloed.

## Circus Herman Renz (2016-)
In 2016 nam Duursma Groep Events BV onder de naam Circus Herman Renz de circustraditie over, waarbij oud-directeur Milko Steijvers weer als clown optrad. Een paar jaar later reisde Steijvers rond met een kleine tent waarin hij vlooientheatervoorstellingen gaf. Circusmoeder Anneke Olivier overleed in februari 2022.

## Feiten

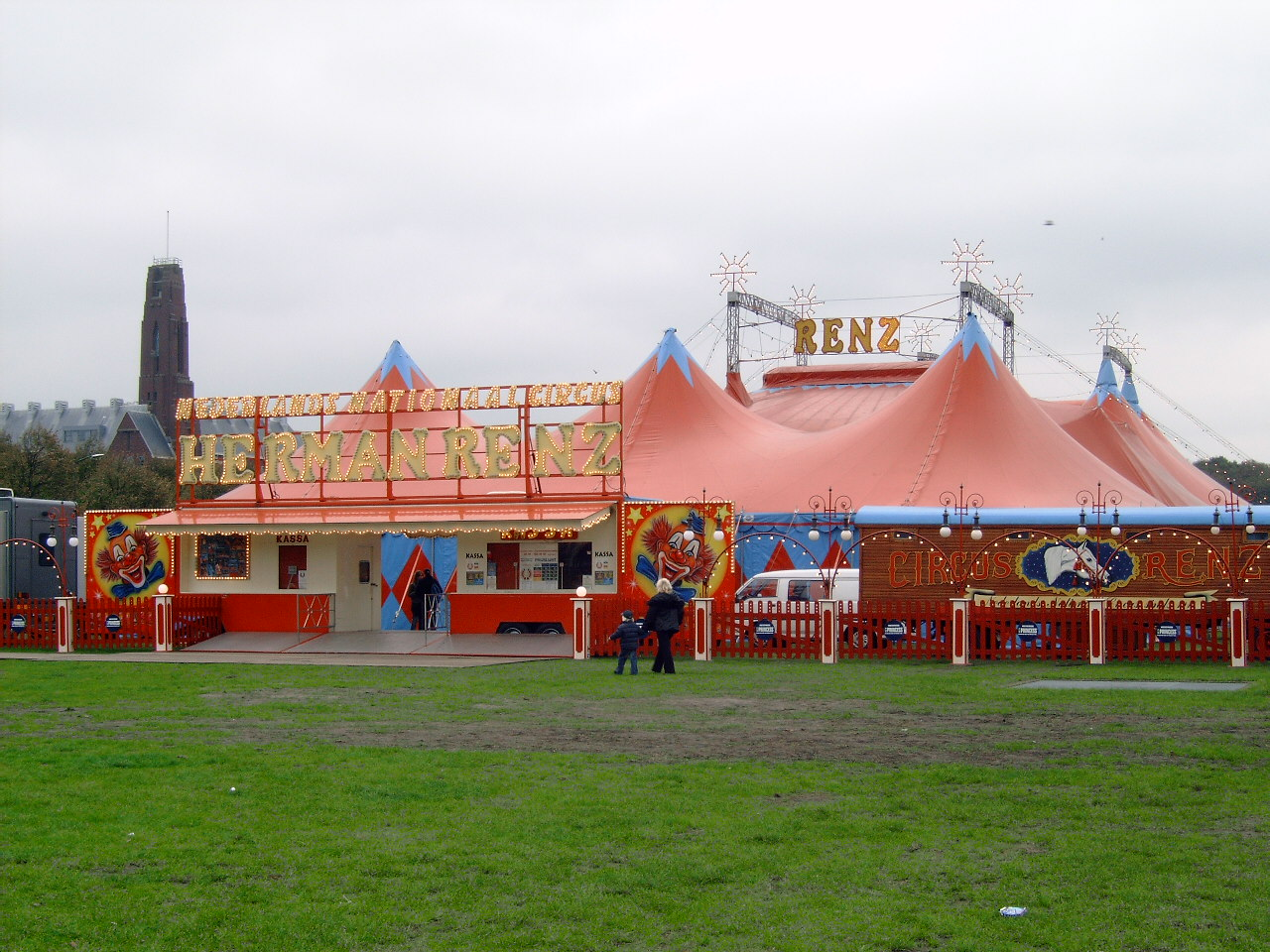
Circus Herman Renz in 2004

- Circus Herman Renz had sinds 1996 een eigen fanclub: 'De Vrienden van Circus Herman Renz'. Deze gaven vier keer per jaar het 'Renz-Magazine' uit. De fanclub is in 2013 opgeheven.
- Het circus was een van de weinige circussen in Europa dat werkte met een live orkest.
- Alhoewel het circus na de voortzetting in 1996 de beschikking had over eigen dieren (onder andere Afrikaanse olifanten en paarden), werden alle overige acts (inclusief die met dieren) ingehuurd. Diverse internationaal onderscheiden artiesten hebben opgetreden in de piste van Circus Herman Renz.
- Op 19 september 2011 verscheen een speciale serie van tien postzegels ter gelegenheid van het (vermeende) 100-jarig bestaan.[17]

## Programma's
Het Nederlands Nationaal Circus Herman Renz presenteerde elk jaar een volledig nieuw programma. Vaste waarden in deze programma's waren clown Milko en tot 2012 en in 2017 spreekstalmeester Robert Ronday. Hieronder een overzicht van de jaarthema's:
- 1997: "Renz blijft Renz".
- 1998: "Het circus voor u".
- 1999: "Een reis rond de wereld in 140 minuten".
- 2000: "Een reis door de tijd met Carambar".
- 2001: "Sprookje van 2001 nacht".
- 2002: "Magic Vision".
- 2003: "Fiësta Tropicana".
- 2004: "Splash 2004".
- 2005: "Hello Hollywood".
- 2006: "Il Circo Classico". (Regie Antonio Giarola)
- 2007: "Il Circo Classico" met de subtitel "Bellissimo". Vanwege de vele positieve reacties op de show van 2006 is het concept gecontinueerd met een volledig nieuw programma. (Regie Antonio Giarola)
- 2008: "Mystery". (Regie Joseph Bouglione)
- 2009: "Gitano". (Regie Antonio Giarola)
- 2010: "Jungle Fantasy".
- 2011: "Celebration"; hierin werd 100 jaar circustraditie gevierd.
- 2012: "Sensations". (Regie Marc Boon)
- 2013: "Viva Niño". (Regie Marc Boon)
- 2014: "Miracles". Deze show wordt in een nieuwe speeltent gespeeld. (Regie Marc Boon)
- 2015: "WOW" - World of Wonders. (Regie Marc Boon)
- 2016: "Revival". (Regie Marc Boon)
- 2017: "Traditions" (Regie Katharina Althoff)